# Campeonato Mundial de Esqui Estilo Livre de 1999
O Campeonato Mundial de Esqui Estilo Livre de 1999 foi a 7º edição do Campeonato Mundial de Esqui Estilo Livre, organizado pela Federação Internacional de Esqui (FIS). A competição foi disputada entre os dias 10 a  14 de março de 1999, em Meiringen na Suíça.

## Resultados

### Masculino
| Evento      | Ouro                           | Ouro   | Prata                       | Prata  | Bronze                    | Bronze |
| Moguls      | Janne Lahtela · Finlândia      | 26.59  | Lauri Lassila · Finlândia   | 26.12  | Sami Mustonen · Finlândia | 26.07  |
| Aerials     | Eric Bergoust · Estados Unidos | 253.03 | Christian Rijavec · Áustria | 245.03 | Joe Pack · Estados Unidos | 238.40 |
| Dual Moguls | Johann Gregoire · França       |        | Janne Lahtela · Finlândia   |        | Lauri Lassila · Finlândia |        |
| Acro Skiing | Ian Edmondson · Estados Unidos | 26.25  | Mike McDonald · Canadá      | 25.89  | Heini Baumgartner · Suíça | 25.75  |

### Feminino
| Evento      | Ouro                          | Ouro   | Prata                       | Prata  | Bronze                        | Bronze |
| Moguls      | Ann Battelle · Estados Unidos | 24.37  | Kari Traa · Noruega         | 24.12  | Corinne Bodmer · Suíça        | 23.80  |
| Aerials     | Jacqui Cooper · Austrália     | 197.83 | Hilde Synnøve Lid · Noruega | 185.15 | Nikki Stone · Estados Unidos  | 180.71 |
| Dual Moguls | Sandra Schmitt · Alemanha     |        | Kari Traa · Noruega         |        | Ann Battelle · Estados Unidos |        |
| Acro Skiing | Natalia Razumovskaya · Rússia | 27.94  | Oksana Kushenko · Rússia    | 26.89  | Annika Johansson · Suécia     | 25.30  |

## Quadro de medalhas
| Ordem | País           | Medalha de ouro | Medalha de prata | Medalha de bronze |    |
| ----- | -------------- | --------------- | ---------------- | ----------------- | -- |
| 1     | Estados Unidos | 3               | 0                | 3                 | 6  |
| 2     | Finlândia      | 1               | 2                | 2                 | 5  |
| 3     | Rússia         | 1               | 1                | 0                 | 2  |
| 4     | Alemanha       | 1               | 0                | 0                 | 1  |
| 4     | Austrália      | 1               | 0                | 0                 | 1  |
| 4     | França         | 1               | 0                | 0                 | 1  |
| 7     | Noruega        | 0               | 3                | 0                 | 3  |
| 8     | Áustria        | 0               | 1                | 0                 | 1  |
| 8     | Canadá         | 0               | 1                | 0                 | 1  |
| 10    | Suíça          | 0               | 0                | 2                 | 2  |
| 11    | Suécia         | 0               | 0                | 1                 | 1  |
|       | TOTAL          | 8               | 8                | 8                 | 24 |